# Сафонов Едуард
Едуард Сафонов (нар. 27 березня 1978) — український стрибун у воду. На літніх Олімпійських іграх 2000 року він брав участь у змаганнях зі стрибка на трампліні серед чоловіків на 3 метри.